# Taken (série télévisée)
Pour les articles homonymes, voir Taken.
Taken ou L'Enlèvement (au Québec) est une série télévisée franco-américaine en 26 épisodes de 42 minutes, basée sur la saga cinématographique Taken adaptée par Luc Besson, et diffusée entre le 27 février 2017 et le 30 juin 2018 sur NBC et en simultané sur Global au Canada pour la première saison, puis le lendemain sur le site de Global pour la deuxième saison.
En France, la série est diffusée depuis le 10 mars 2017 sur SFR Play, depuis le 30 septembre 2017 sur Altice Studio et en clair depuis le 7 mars 2018 sur Numéro 23. Au Québec, elle est diffusée depuis le 23 août 2017 sur AddikTV et en Belgique, depuis le 10 septembre 2017 sur La Deux. Elle reste inédite dans les autres pays francophones.

## Synopsis
Après avoir vu sa petite sœur se faire tuer par des terroristes dans un train, l'ancien militaire Bryan Mills est engagé par la CIA pour mener une opération mortelle. Un travail qui va lui apprendre un ensemble de compétences très particulières et très dangereuses.

## Fiche technique
- Pays d'origine : États-Unis, France
- Langue : anglais

## Distribution

### Acteurs principaux
- Clive Standen (VF : Boris Rehlinger) : Bryan Mills
- Jennifer Beals (VF : Danièle Douet) : Christina Hart
- Jessica Camacho (VF : Youna Noiret) : Santana (saison 2)
- Adam Goldberg (VF : Laurent Maurel) : Kilroy (a.k.a) Vincent (saison 2)
- Michael Irby (VF : Jérémie Covillault) : Sam Gilroy (saison 1)
- Brooklyn Sudano (VF : Laëtitia Lefebvre) : Asha (saison 1)
- Jose Pablo Cantillo (VF : Eric Aubrahn) : Bernie Harris (saison 1)
- Gaius Charles (VF : Namakan Koné) : John (saison 1)
- Monique Gabriela Curren (VF : Marjorie Frantz) : Vlasik (saison 1)
- James Landry Hébert (VF : Fabien Jacquelin) : Mark Casey (saison 1)

### Acteurs récurrents
- Jennifer Marsala (VF : Victoria Grosbois) : Riley
- Simu Liu (VF : Thomas Roditi) : Faaron
- Celeste Desjardins (VF : Leslie Lipkins) : Cali Mills
- Romano Orzari (VF : Marc Saez) : Carlos Mejia
- Lanette Ware (VF : Laura Zichy) : Theresa Redcliffe
- Saad Siddiqui (VF : Sébastien Desjours) : Tracy Dyer

- Version française
  - Société de doublage : Audi'art
  - Directeur Artistique : Nathanel Alimi
  - Adaptation des dialogues : Nevem Alokpah, Jérôme Dalotel, Loïc Espinosa

 Source et légende : version française (VF) sur RS Doublage

## Production

### Développement
Le 17 septembre 2015, NBC commande directement la série sans passer par la case pilote, qui sera une préquelle de l'œuvre cinématographique Taken avec Luc Besson à la production,.
Le 15 mai 2016, lors des Upfronts 2016, NBC annonce la diffusion de la série pour le printemps 2017.
Le 17 mai 2016, NBC annonce avoir commandé, pour la saison dix épisodes.
Le 1er novembre 2016, la chaîne NBC annonce la date de lancement de la série au 27 février 2017.
Le 9 mai 2017, la série est renouvelée pour une deuxième saison de seize épisodes, avec un nouveau showrunner, Greg Plageman, prévue pour la mi-saison 2017-2018.
Le 18 avril 2018 après onze épisodes diffusés le vendredi soir, NBC retire la série de la programmation et reprogramme les épisodes restants les samedis à partir du 26 mai. NBC confirme l'annulation de la série le 11 mai.

### Attribution des rôles
Le casting a débuté en février 2016 avec l'arrivée de Clive Standen dans le rôle de Bryan Mills jeune, tenu par Liam Neeson dans la version cinématographique.
Le 1er mars, trois acteurs rejoignent la distribution principale, Gaius Charles qui sera John, Monique Gabriela Curren sera Vlasik et James Landry Hebert obtient le rôle de Casey. Le 2 mars, ils sont suivis par Michael Irby et Brooklyn Sudano qui obtiennent les rôles respectifs de Sam et de Asha. Le 15 mars 2016, Jennifer Beals étoffe le casting en obtenant le rôle de Christina Hart,.
Le 17 mars 2016, Jose Pablo Cantillo obtient le rôle de Bernie. Le 21 mars 2016, Jennifer Marsala rejoint le casting dans le rôle récurrent de Riley. Le 25 mars 2016, Simu Liu, obtient le rôle récurrent de Faaron.
Le 21 juin 2017, il est annoncé que la distribution complète, sauf Clive Standen et Jennifer Beals, ne reviendra pas pour la deuxième saison. Le mois suivant, Jessica Camacho décroche un rôle principal, puis au tour d'Adam Goldberg le mois suivant.

### Tournage
La série est tournée dans la ville de Toronto au Canada.

## Épisodes

### Première saison (2017)
1. Vendetta (Pilot)
2. Fortunata (Ready)
3. Manipulation (Off Side)
4. Mattie (Mattie G.)
5. Braquage (A Clockwork Swiss)
6. La Taupe (Hail Mary)
7. En Solo (Solo)
8. Léah (Leah)
9. Exfiltration (Gone)
10. Échec et Mat (I Surrender)

### Deuxième saison (2018)
Cette saison de seize épisodes est diffusée depuis le 12 janvier 2018.
1. Retour au pays (S.E.R.E.)
2. Chasse à l'homme (Quarry)
3. Œil pour œil (Hammurabi)
4. Haute trahison (OPSEC)
5. Secret d’État (Absalom)
6. Faux-semblants (Charm School)
7. En territoire ennemi (Invitation Only)
8. Passage à l’Est (Strelochnik)
9. Le prix de la vérité (Verum Nocet)
10. Une nouvelle Eve (All About Eve)
11. Mot de passe (Password)
12. Marché noir (Imperium)
13. Trafic d'organes (ACGT)
14. Seconde chance (Carapace)
15. Kidnapping (Render)
16. Vice-Roi (Viceroy)

### Saga
- 2008 : Taken
- 2012 : Taken 2
- 2015 : Taken 3